# 邓森山戒网瘾致死事件
鄧森山（1993年－2009年8月2日）男，中國广西壮族自治区桂林市資源縣人。因接受戒除网瘾治療而死亡，死亡事件引起巨大爭議。父亲邓飞，母亲周娟。

## 生前健康狀況
身高155厘米，體重65公斤。鄧森山的父亲称，孩子身体強壯，只有网瘾，無傳染病，无犯罪记录。
7月31日曾到北海市游泳，可游出海岸線100多米。並在距離海岸線五六十米的距離救回一名中年婦女。

## 網癮治療訓練
2009年8月1日下午，鄧被父母帶至“南寧起航拯救訓練營”參加訓練，計畫為期一個月，費用7000元人民幣。但是南宁起航拯救训练营並無合法招生資質。事發后，當地警方刑事拘留了四名訓練營的教官。

## 死亡
- 8月1日，鄧森山當晚參加了訓練[4]，因未完成教官指令被關禁閉[2][3]，在禁閉室遭到教官毆打[5]。
- 8月2日凌晨兩點多，鄧發生嘔吐現象[4]。
- 凌晨3：15鄧被送往吳圩衛生院搶救[4]。
- 3:40，搶救無效死亡[4]。死者身上有多處外傷[4]。

## 屍檢結果
广西南宁警方8月18日晚上通报了邓森山的死亡原因。法医鉴定结论为：

邓森山系由于全身多处软组织挫伤致创伤性呼吸窘迫综合征致呼吸、循环衰竭而死亡。

## 事件結果

### 政府调解
事件經南宁市江南區政府調解，而并非經法院判決，結果如下——
- “相關責任方”向死者家屬賠償人民幣104.5萬元，并達成其他協議，其中包括：
  - 广东番禺励志体育策划服务部（南宁起航拯救训练营）向死者家属赔偿人民币50万元；
  - 與上者合作办营的广西电子技工学校支付40万“补助款”。
- 另有“死者家属在邕期间的吃住费用共约18万元”，由江南区人民政府支付。

### 机构被取缔
南宁起航拯救训练营的其中一个主办方——广东番禺励志体育策划服务部，位于广东省广州市南沙区黄阁镇东里村浩今职业高级中学内。该机构因超出经营范围及营业地址与执照上面的地址不一致（执照上面的地址为“广州市番禺区榄核镇子沙村107号”）而被工商部门取缔。

### 法院审判
2010年2月1日，邓森山在训练营被打死一案在广西南宁开庭。4名教官因涉嫌故意伤害罪被检察院提起公诉。
殴打邓森山的4名教官，年龄从19岁到23岁不等。其中两人是广西某师范学院的在校学生，自称利用暑假出来打工。据教官称，校方对学员采取严厉的惩罚措施，但在对外宣传上谎称“不虐待，不打骂”。

## 事件影響
繼前不久揭露的楊永信電擊事件，鄧森山死亡事件發生后，在中國大陸，關於網癮的爭議劇烈升級，民眾和專家都熱議網癮話題，引發媒體進行了更多的相關專題報導。